# Liste der Gebäude in Regio IV (Ostia)

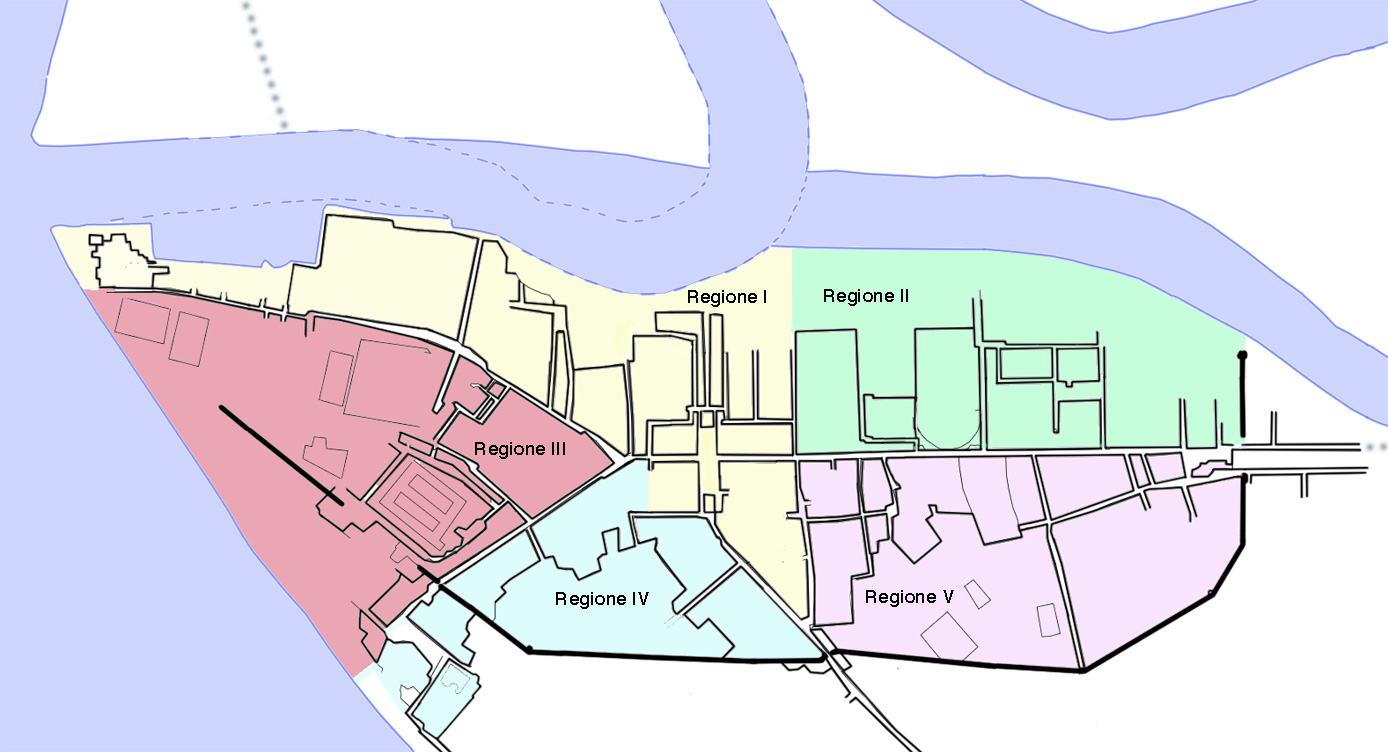

Dies ist die Liste der Bauten in der Regio IV der antiken römischen Stadt Ostia. Die Namen werden in Italienisch wiedergegeben; viele Bauten haben keinen eigenen Namen und werden in der Literatur nur als Caseggiato oder Edificio (Wohnhaus, Gebäude) benannt. Hier ist die wichtigste Angabe der modern zugeteilte Nummerncode (Regio, Insula, Hausnummer).

## Insula I – Campo della Magna Mater
Insula I ist der Tempelbezirk der Cybele, die auch als Magna Mater – Große Mutter bezeichnet wird. Die Anlage stammt aus hadrianischer Zeit und besteht aus einem großen Hof mit verschiedenen Tempeln.
| Name                     | Nummer  | Beschreibung |
| ------------------------ | ------- | --- |
| Tempio della Magna Mater | IV,I,1  | Der Tempel der Magna Mater liegt ganz im Westen des Tempelbezirks. Vor dem Tempel steht ein großer Altar und hier standen einst zwei Statuen. Der Tempel stand auf einem Podium. An der Frontseite gibt es eine Treppe. Der eigentliche Tempel war an der Front von vier Säulen geschmückt. |
| Portico                  | IV,I,2  | Portikus im Süden des Tempelbezirkes. |
| Santuario di Attis       | IV,I,3  | Heiligtum des Attis. Es ist der Fundort zahlreicher Statuen. |
| Tempio di Bellona        | IV,I,4  | Kleiner Tempel der Bellona, der in hadrianische Zeit datiert. Er findet sich im Osten des Tempelbezirkes der Magna Mater. Vor dem Tempel befindet sich ein kleiner Hof. Der Tempelbezirk war von der Straße zugänglich. Der eigentliche Tempel hat an der Front zwei Ziegelsäulen und ist relativ klein (7.00 × 5.75). Der Fußboden ist mit einem einfachen schwarz-weißen Mosaik dekoriert. Es fanden sich Reste von Wandmalereien und Weiheinschriften, die die Zuordnung des Baues an Bellona bezeugen. |
| Schola degli Hastiferi   | IV,I,5  | Hadrianischer Bau; Eingang mit zwei Säulen; Innenraum mit Marmor ausgestattet. Sitz der Lanzenträger, die die Bellona verehrten. |
| Fossa sanguinis          | IV,I,6  | Installation für die Opferung (und Schlachtung) von Stieren. |
| Sacello                  | IV,I,7  | ein Schrein |
| Sacello                  | IV,I,8  | ein Schrein |
| Botteghe                 | IV,I,9  | eine Reihe von Läden an der Außenmauer des Heiligtums. |
| Edifici                  | IV,I,10 | Räume unbekannter Nutzung, vielleicht Wohnungen. |

## Insula II
| Name                             | Nummer     | Beschreibung | Bild |
| -------------------------------- | ---------- | --- | ---- |
| Terme del Faro                   | IV,II,1    | Thermen vom Beginn des zweiten Jahrhunderts; dekoriert mit Mosaiken und Wandmalereien. |      |
| Portico e Caseggiato dell’Ercole | IV,II,2–4  | Großer Gebäudekomplex mit zahlreichen Läden und einem offenen Hof in der Mitte. Im hinteren Teil des Hauses befand sich auch eine Werkstatt. Zur Straße hin befindet sich eine Portikus. Der Großteil der Räume im Untergeschoss diente als Läden. Aufgrund der Mauerstärke, kann vermutet werden, dass das Haus mindestens vier, vielleicht fünf Stockwerke, umfasste. Zahlreiche Räume hatten Wandmalereien. Der Komplex ist nach einem Relief, das den Herkules zeigt, benannt. |      |
| Caseggiato                       | IV,II,5    | Es handelt sich um die Reste eines kleinen Wohnhauses aus dem zweiten Jahrhundert. Die Räume liegen an beiden Seiten eines Korridors. Es gab diverse Umbauten; ein Treppenhaus wurde eingebaut und ein Raum von den danebenliegenden Thermen vereinnahmt. Die Wände zweier Zimmer waren mit einfachen, weißgrundigen Wandmalereien dekoriert. In Raum 7 ist später eine weitere Wand eingezogen worden, Wandmalereien dahinter sind noch gut erhalten. |      |
| Caupona del Pavone               | IV,II,6    | Das Haus des Pfauen ist wahrscheinlich in severischer Zeit erbaut worden, obwohl Teile auf hadrianische Zeit zurückgehen. Das Haus fungierte wahrscheinlich als Hotel. Seinen Namen hat es von dem Bild eines Pfauen in einer Pseudoaedikula in einem Hof im hinteren Teil des Hauses. In einem benachbarten Raum findet sich eine gemauerte Schenke, die jedoch später hier eingerichtet wurde. Sie liegt auf dem Mosaik des Raumes und nimmt auch keine Rücksicht auf die Wandmalereien. Im Haus fanden sich zahlreiche Wandmalereien; einige aufwändige zeigen rote Feldermuster mit Figuren. Einfache Wandmalereien in anderen Räumen bestehen aus roten Strichdekorationen auf weißem Grund. |      |
| Edificio                         | IV,II,7    | Läden |      |
| Edificio                         | IV,II,8    | Läden |      |
| Edificio                         | IV,II,9–14 | Großes Wohnhaus mit zahlreichen Läden; teilweise mit Wandmalereien dekoriert. |      |
| Mitreo degli Animali             | IV,II,11   | Mithräum, es ist Teil von Edifici IV,II,9–14; Mosaiken und Fundort eines Mithraskopfes. Das schwarz-weiße Mosaik zeigt einen Mann, einen Skorpion, eine Eule, einen Hang, eine Schlange und einen Rinderkopf. |      |

## Insula III
| Name                       | Nummer   | Beschreibung | Bild |
| -------------------------- | -------- | --- | ---- |
| Domus delle Colonne        | IV,III,1 | Es handelt sich um ein Großes Wohnhaus aus der Mitte des dritten Jahrhunderts, das um einen älteren Hof des späten zweiten Jahrhunderts errichtet wurde. Der Hof ist mit Säulen geschmückt und hat ein Nymphäum in der Mitte. Es fanden sich zahlreiche, teilweise polychrome Mosaiken und Marmorfußböden. Treppen bezeugen ein Obergeschoss. Einige Räume hatten Wandheizungen. In dem Haus fand sich unter anderem eine Statue der Göttin Diana und ein Relief mit Nymphen. |      |
| Edificio                   | IV,III,2 | Kleines Haus, wahrscheinlich Wohnungen und Laden |      |
| Domus dei Pesci            | IV,III,3 | Es handelt sich um ein großes Wohnhaus aus dem dritten Jahrhundert, namensgebend ist ein polychromes Mosaik mit drei Fischen, das sich im Eingang befindet. Die Fische werden oftmals als christliche Symbole gedeutet, was jedoch nicht zwingend ist. Im Haus fanden sich zahlreiche einfache Mosaike. Im Zentrum des Hauses befindet sich ein Hof mit Springbrunnen, in seiner Mitte eine kleine Pyramide. Ein weiterer Springbrunnen findet sich an der Seitenwand des Hofes. Im Hof befindet sich auch ein großes, halbrundes Wasserbecken. Der Hof ist mit einem Mosaik dekoriert. Gegenüber dem Eingang, am Hof gelegen, befindet sich ein großer Raum mit Mosaik, dessen Eingang von zwei Säulen geschmückt wird. |      |
| Domus su Via della Caupona | IV,III,4 | Es handelt sich um ein mittelgroßes Wohnhaus mit reicher Mosaikausstattung und Marmorfußböden. Der Bau datiert um 270 bis 275 n. Chr.; ältere Teile um 250 n. Chr. Das Haus hat ein großes Vestibulum (Eingangsraum), das mit einem schwarz-weißen Mosaik geschmückt ist. In der linken Wand befinden sich zwei Nischen. Die Wände des Raumes waren einst ausgemalt. Die Böden der hier abgehenden Seitenräume sind zum Teil mit Mosaiken dekoriert. Ein Raum hat einen Marmorfußboden (opus sectile), sowie Reste von Marmorwandverkleidung. |      |
| Domus                      | IV,III,5 | kleineres, nicht gut erhaltenes Haus |      |

## Insula IV
| Name                            | Nummer  | Beschreibung |
| ------------------------------- | ------- | --- |
| Ninfeo degli Eroti              | IV,IV,1 | Es handelt sich um ein Nymphäum, dessen Wände mit Marmor ausgekleidet sind. Es datiert an den Beginn des fünften Jahrhunderts. Der Bau ist quadratisch (8 × 8 m) und hatte einen Zugang vom Cardo Maximus. In den Wänden befindet sich jeweils eine Nische, die einst von Säulen gerahmt wurde, die wiederum auf Konsolen standen. In den Seitennischen standen wahrscheinlich Erotenstatuen, die sich hier fanden. In der Nische der Rückwand stand vielleicht eine Statue der Venus. In der Mitte des Raumes steht ein Becken auf einem Fuß (das originale Becken verschwand im Zweiten Weltkrieg). |
| Domus delle Nicchia a Mosaico   | IV,IV,2 | Atriumhaus mit Statuennische im hinteren Teil, die einst mit Mosaik dekoriert war. Das Haus wurde in republikanischer Zeit errichtet. |
| Domus di Giove Fulminatore      | IV,IV,3 | Kleines Atriumhaus aus republikanischer Zeit, teilweise mit Mosaiken dekoriert. Es können sechs Bauphasen unterschieden werden. Die älteste gehört in die Jahre um 150 bis 50 v. Chr. Die Funktion des Baues in dieser Zeit ist unsicher. In augusteischer Zeit wurde hier ein Atriumhaus eingerichtet, das durch ein Vestibulum zwischen zwei Läden betreten werden konnte. Hier findet sich ein Mosaik mit einem Phallus, das wahrscheinlich in das zweite Jahrhundert datiert. Im dahinterliegenden Atrium befindet sich ein impluvium aus Marmor. Der Raum ist mit geometrischen Mosaiken dekoriert. Auf beiden Seiten vom Atrium befinden sich kleine Räume (cubicula); in einem davon eine Treppe. Im hinteren Teil des Hauses gibt es zwei weitere Räume und einen Durchgang mit einer Statuennische dazwischen. Dieser Durchgang mag einst zu einem Peristyl geführt haben, das jedoch von den Terme Bizantine überbaut wurde. Am Ende des vierten Jahrhunderts wurde das Niveau des Fußbodens um einen Meter erhöht (diese Änderung ist heute entfernt). Im Haus fand sich ein Altar mit einer Widmung in Griechisch an Jupiter, die dem Haus den modernen Namen gab: (ΔΙΙ ΚΑΤΑ[I] BATEI) für den herabkommenden Zeus. |
| Forica                          | IV,IV,4 | Es handelt sich um öffentliche Latrinen aus dem späten vierten Jahrhundert. Drei Seiten des Raumes haben Latrinenreihen. Zum Bau sind ältere Materialien, wie Inschriften und Sarkophage verwendet worden. |
| Ninfeo                          | IV,IV,5 | Nymphäum |
| Caseggiato                      | IV,IV,6 | Wohnhaus mit Läden zur Straßenfront. |
| Domus su Via del Tempio Rotondo | IV,IV,7 | Wohnhaus aus dem dritten Jahrhundert; Fußböden teilweise mit opus sectile dekoriert. |
| Terme Bizantine                 | IV,IV,8 | Thermen vom Ende des vierten oder Beginn des fünften Jahrhunderts. Einfache Mosaiken, Marmorböden. |
| Insula con Viridario            | IV,IV,9 | Peristyl, mit einigen angrenzenden Räumen. Ein Mosaik zeigt Aktaion, der von Hunden angegriffen wird. |

## Insula V
| Name                                 | Nummer     | Beschreibung |
| ------------------------------------ | ---------- | --- |
| Taberne dei Pescivendoli             | IV,V,1     | Das Haus hat einen etwas unregelmäßigen Grundriss, was durch seine Lage bedingt ist. Ursprünglich hatte es wahrscheinlich vier Stockwerke, worauf die dicken Mauern hindeuten. Im unteren Geschoss befinden sich nur Läden. Es gibt zwei Treppen zu den Obergeschossen. Zwei Granitsäulen flankieren den Eingang des Hauses. Die Läden an der Frontseite wurden als Tavernen genutzt, die mit Mosaiken ausgestattet sind.         |
| Macellum                             | IV,V,2     | Der Fleischmarkt der Stadt. Der Bau stammt aus dem späten zweiten Jahrhundert. Der Bau hat einen Hof mit einer Säulenreihe auf einer Seite. In der Mitte des Hofes befindet sich ein gemauertes Becken. Am Ende des vierten Jahrhunderts richtete sich hier eine Glaswerkstatt ein. |
| Caseggiato                           | IV,V,3     | Läden und gewerblich genutzter Bau. |
| Caseggiato del Sacello               | IV,V,4     | Gewerblich genutzter Bau; ein Raum diente als Schrein |
| Edificio                             | IV,V,5     | Gewerblich genutzter Bau |
| Terme                                | IV,V,6     | Kleine Thermen |
| Edificio                             | IV,V,7     | Bau mit Gasse in der Mitte |
| Domus dell’Aquila/Insula de;;'Aquila | IV,V,8     | Kleines Wohnhaus aus der zweiten Hälfte des dritten Jahrhunderts, das in ein älteres, größeres Wohnhaus hineingebaut wurde; gut erhaltene Wandmalereien aus dem dritten und vierten Jahrhundert. Zwei Räume sind mit figürlichen, schwarz-weißen Mosaikfußböden dekoriert. Es gibt keine Treppe, so dass Haus wahrscheinlich einstöckig war. Das Haus, zusammen mit der Caseggiato del Dioniso, öffnet sich auf einen großem Hof. |
| Caseggiato del Dioniso               | IV,V,9     | Gebäude mit vier Räumen, einer von ihnen zeigt Mosaik mit Bild des Dionysos |
| Terme delle Sei Colonne              | IV,V,10–11 | Thermen, erbaut im zweiten Jahrhundert |
| Horrea                               | IV,V,12    | Kleines, wahrscheinlich privates Lagerhaus |
| Mitreo delle Sette Porte             | IV,V,13    | Das Mithräum der sieben Tore stammt aus dem zweiten Jahrhundert und wurde in eines der Magazinräume des nebenan liegenden Lagerhauses hineingebaut. Es hat seinen Namen von der Darstellung sieben Tore am Eingang der gut erhaltenen Mosaikfußbodens. Es gibt Reste von Wandmalereien, die einen Garten zeigen. |
| Edificio                             | IV,V,14    | nur zum Teil ausgegrabener Bau unbekannter Funktion |
| Schola del Traiano                   | IV,V,15    | Zunftsitz, erbaut unter Antoninus Pius, großer Hof; die genaue Funktion des Baues ist nicht sicher, doch scheint der Sitz einer reichen Zunft am wahrscheinlichsten, dafür spricht auch der Fund einer Trajan-Statue, die in einem Privathaus nicht zu erwarten ist. An der Stelle der Schola del Traiano standen vorher zwei repräsentative Wohnhäuser, eines datiert in augusteischer Zeit.                                     |
| Casa a peristilio                    | IV,V,16    | Wohnhaus, das im zweiten Jahrhundert von der Schola del Traiano überbaut wurde |
| Edificio                             | IV,V,17    | Bisher nur zum kleinen Teil ausgegraben |
| Caseggiato delle Taberne finestrate  | IV,V,18    | Großer Bau mit zahlreichen Läden |

## Insula VI
| Name                  | Nummer  | Beschreibung                                          | Bild |
| --------------------- | ------- | ----------------------------------------------------- | ---- |
| Caseggiato a botteghe | IV,VI,1 | Hadrianischer Bau, Läden an beiden Seiten einer Gasse |      |

## Insula VII
| Name                                             | Nummer     | Beschreibung | Bild |
| ------------------------------------------------ | ---------- | --- | ---- |
| Portico and Caseggiato della Fontana con Lucerna | IV,VII,1–2 | Große Portikus mit Läden und Tavernen |      |
| Caseggiato                                       | IV,VII,3   | Nur zum Teil ausgegraben; Läden zur Straßenfront |      |
| Caupona di Alexander e Helix                     | IV,VII,4   | Taverne aus severischer Zeit, dekoriert mit Mosaik. Das Mosaik zeigt im Zentrum zwei Athleten mit der Beischrift Alexander, Helix. Es sich wahrscheinlich um zwei bekannte Sportler aus der Regierungszeit des Elagabal. |      |
| Caseggiato                                       | IV,VII,5   | Eine Reihe von Räumen unbekannter Funktion |      |

## Insula VIII
| Name                     | Nummer    | Beschreibung |
| ------------------------ | --------- | --- |
| Foro di Porta Marina     | IV,VIII,1 | Bau aus hadrianischer Zeit, der aus einem großen Innenhof besteht; an der Rückseite befindet sich ein Saal mit Apsis, trotz des Namens (Forum) handelt es sich vielleicht um einen religiösen Bau. |
| Cisterna                 | IV,VIII,2 | Zisterne |
| Santuario della Bona Dea | IV,VIII,3 | Das Heiligtum der Bona Dea stammt aus dem ersten Jahrhundert. Es hat diverse späteren Umbauten. Der Tempel ist zum Teil schlecht erhalten da er schon in der Spätantike niedergerissen wurde. Das Zentrum des Heiligtums bildete ein kleiner Tempel mit vier Säulen und einem Altar davor. Daneben befand sich ein Hof mit einem Portikus, diese wurde im dritten Jahrhundert niedergerissen. An deren Stelle wurden Gewerberäume eingerichtet. Vor dem Eingang des Heiligtums befand sich ein Brunnen. |
| Ninfeo                   | IV,VIII,4 | Nymphäum, das am Ende des dritten Jahrhunderts erbaut wurde. |
| Edificio                 | IV,VIII,5 | Vielleicht eine Reihe von Läden aus hadrianischer Zeit. |
| Edificio                 | IV,VIII,6 | Kleines Wohnhaus mit Hof aus dem vierten Jahrhundert. |

## Insula IX
| Name                           | Nummer  | Beschreibung | Bild |
| ------------------------------ | ------- | --- | ---- |
| Loggia di Cartilio Poplicola   | IV,IX,1 | Eine Art Säulenhalle oder überdachter Platz unbekannter Funktion. |      |
| Sepolcro di Cartilio Poplicola | IV,IX,2 | Grabmal des Cartilius Poplicola, eines bedeutenden Bürgers Ostias, der um 20 v. Chr. starb. Das Grabmal trägt eine Inschrift mit der Laufbahn des Cartilius Poplicola. |      |
| Edificio                       | IV,IX,3 | Bau unbekannter Funktion; nur zum Teil ausgegraben. |      |
| Edificio                       | IV,IX,4 | Wohnhaus mit Läden. |      |

## Insula X
| Name                  | Nummer   | Beschreibung | Bild |
| --------------------- | -------- | --- | ---- |
| Terme di Porta Marina | IV,X,1–2 | Große Thermen, unter Trajan errichtet. Der antike Name der Anlage ist bekannt: Thermae Maritimae (Seebad). In der Antike lag der Bau direkt am Meer, heute jedoch einige Kilometer davon entfernt. Im Bau fanden sich diverse Skulpturen, die sich heute in zahlreichen Museen Europas befinden. Das Bad ist reich mit schwarz-weißen Mosaiken ausgestattet. Die Thermen hatten eine eigene Palästra. Erste Ausgrabungen fanden schon 1774 durch Gavin Hamilton statt, der zahlreiche Statuen fand. Weitere Grabungen führte Pietro Campana in den Jahren 1831 bis 1835 durch. Letzte Untersuchungen gab es 1922 bis 1928 und dann 1938 bis 1952. |      |

## Insula XI–XIV
| Name          | Nummer | Beschreibung | Bild |
| ------------- | ------ | ------------ | ---- |
| unausgegraben |        |              |      |

## Insula XV
| Name                | Nummer  | Beschreibung | Bild |
| ------------------- | ------- | --- | ---- |
| Terme di Musiciolus | IV,XV,2 | Kleine Thermen, mit schwarz-weißen, aber auch mit polychromen Mosaiken ausgestattet. Der Bau datiert in severische Zeit, Umbauten datieren in das vierte Jahrhundert. |      |

## Insula XVI
| Name          | Nummer | Beschreibung | Bild |
| ------------- | ------ | ------------ | ---- |
| unausgegraben |        |              |      |

## Insula XVII
| Name                | Nummer    | Beschreibung | Bild |
| ------------------- | --------- | --- | ---- |
| Sinagoga            | IV,XVII,1 | Synagoge, der Bau stammt aus dem ersten nachchristlichen Jahrhundert; die Reste in ihrer jetzigen Form aus dem vierten Jahrhundert; älteste Synagoge Italiens |      |
| Edificio con Ninfeo | IV,XVII,2 | Kleines Nymphäum |      |

## Villa suburbana
| Name            | Nummer | Beschreibung                                                                                            | Bild |
| --------------- | ------ | --- | ---- |
| Villa suburbana |        | Große Vorstadtvilla, sie ist bisher nicht ausgegraben und nur von geophysischen Untersuchungen bekannt. |      |